# Trichophoroides signaticolle
Trichophoroides signaticolle là một loài bọ cánh cứng trong họ Cerambycidae.